# نيتوصور
نيتوصور (الاسم العلمي:†Nitosaurus) هو جنس منقرض من الزواحف يتبع فصيلة أفعوانيات العيون من أصنوفة البليكوصوريات الحقيقية.